# Fotbalová reprezentace Saint-Martina
Fotbalová reprezentace Saint-Martina reprezentuje Saint-Martin na mezinárodních fotbalových akcích, jako je Zlatý pohár CONCACAF či Karibský pohár. Vzhledem k tomu, že není členem FIFA (je pouze plným členem CONCACAF), tak se neúčastní kvalifikace na mistrovství světa ve fotbale.